# همگرایی گرانشی
همگرایی گرانشی هنگامی روی می‌دهد که نور یک چشمهٔ درخشان بسیار دور (مانند یک اختروش) در مسیرش تا رصدگر، از کنار جسم پرجرم دیگری (مانند یک خوشهٔ کهکشانی) بگذرد و مسیرش خمیده شود. جسم میانی عدسی گرانشی نامیده می‌شود. این پدیده یکی از پیش‌بینی‌های نظریهٔ نسبیت عام اینشتین است.
براساس نسبیت عام، جرم می‌تواند فضازمان را خمیده کند و در نتیجه میدان گرانشی‌ای بسازد که می‌تواند نور را منحرف کند. این پدیده را نخستین بار آرتور ادینگتون در سال ۱۹۱۹ در جریان یک خورشیدگرفتگی آزمود که در آن نور ستاره‌ ای که از نزدیک خورشید می‌گذشت کمی خم شده و در نتیجه مکان ظاهری ستاره کمی جابه‌جا شد.
با همگرایی گرانشی می‌توان اطلاعاتی دربارهٔ جسم میانی (عدسی) از جمله جرم آن به دست آورد.

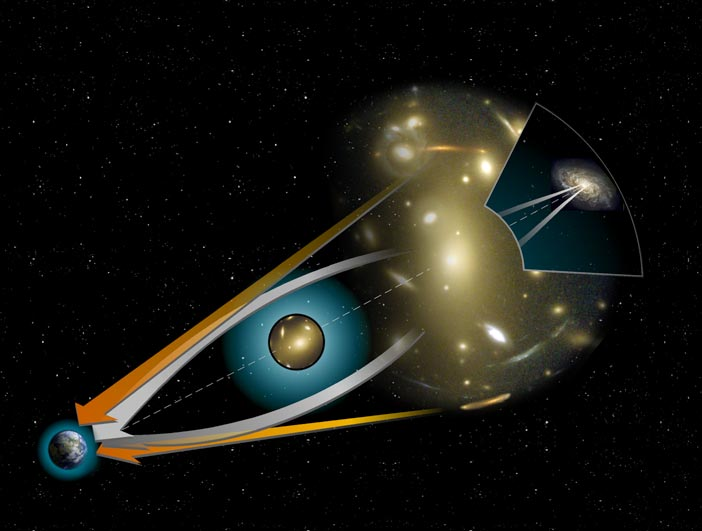
خمیدگی نور چشمه‌ای دوردست به دور جسمی پرجرم. پیکان نارنجی نشان‌دهندهٔ مکان ظاهری چشمه است. پیکان سفید مسیر نور را از مکان واقعی چشمه نشان می‌دهد.
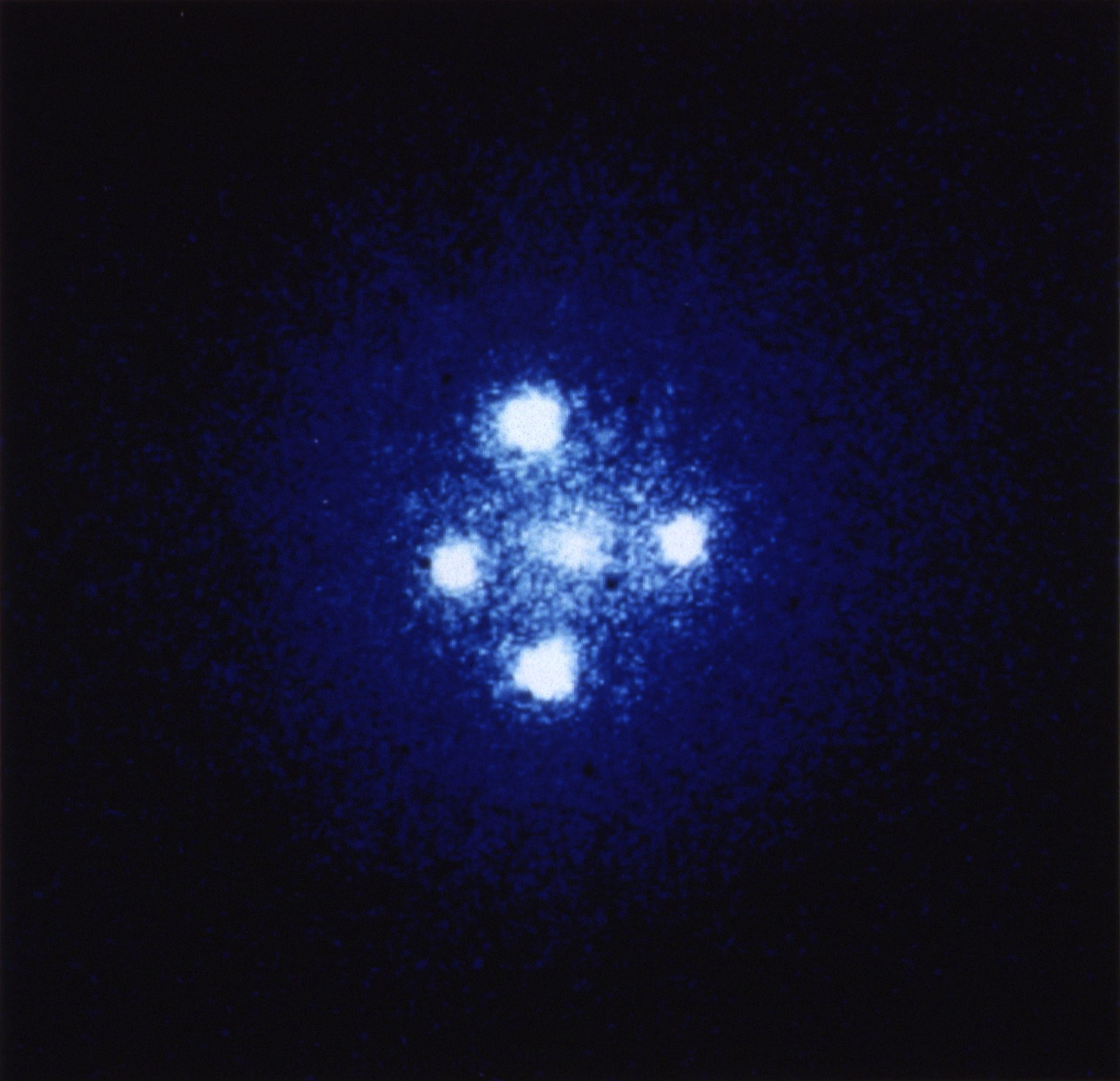
در این تصویر که به صلیب اینشتین معروف است، بر اثر همگرایی گرانشی شدید، چهار تصویر از یک جسم نورانی دوردست به دور کهکشان پرجرمی که در مقابل است ساخته می‌شود.